# Danièle Obono
Pour les articles homonymes, voir Obono.
Danièle Obono, née le 12 juillet 1980 à Libreville (Gabon), est une femme politique franco-gabonaise.
Porte-parole de La France insoumise, elle est élue députée dans la 17e circonscription de Paris lors des élections législatives de 2017, et réélue, dès le premier tour, à celles de 2022 et à celles anticipées de 2024.

## Biographie

### Origines et formation
Danièle Obono-Edzodzomo naît le 12 juillet 1980 à Libreville, au Gabon. Elle est la fille d'Hortense Simbou Mbadinga, secrétaire à Air Gabon, et de Martin Edzodzomo-Ela (en), économiste, cadre supérieur à la banque Paribas-Gabon de 1975 à 1979, puis écarté pour son opposition au régime d'Omar Bongo, pour avoir été candidat à l'élection présidentielle gabonaise de 1998 ; il a ensuite fait quelques jours de prison. Danièle Obono vit d'abord au Gabon, puis rejoint la France lors de son entrée en sixième, à Montpellier.
Elle exerce le métier de bibliothécaire à la médiathèque Marguerite-Yourcenar (15e arrondissement de Paris), tout en étant militante associative. En 2002, elle obtient une maîtrise en histoire.
Elle est naturalisée française le 14 octobre 2010,.

### Débuts en politique
À 20 ans, soutien de José Bové, Danièle Obono assiste au démontage du McDonald's de Millau. Elle y rencontre des militants d'Attac et intègre le mouvement trotskiste Socialisme par en bas (SPEB). Quelques années plus tard, le SPEB fusionne avec la Ligue communiste révolutionnaire, qui sera refondée en Nouveau Parti anticapitaliste (NPA) en 2009. Elle intègre la direction du NPA, au sein duquel elle milite pour le courant Convergences et alternative (C&A).
Souhaitant participer au Front de gauche, C&A devient une organisation autonome en 2011,. Obono participe au conseil national de la campagne de Jean-Luc Mélenchon pour l'élection présidentielle de 2012.
Lors des législatives de la même année, elle est candidate suppléante de Ian Brossat (PCF), sous l'étiquette Front de gauche, dans la 17e circonscription de Paris. Avec 13,19 % des suffrages exprimés, ils arrivent en 3e position.
Elle prend deux ans après, dans le 2e arrondissement de Paris, la tête de la liste « Front de gauche - À Paris, place au peuple ! » qui obtiendra 192 voix (2,8 %) aux municipales de 2014. En 2014 aussi, Convergences et alternatives fusionne avec d'autres partis de gauche pour fonder Ensemble !. Elle quitte le parti entre 2017 et 2022.

### Élections de 2017
Danièle Obono intègre à sa création La France insoumise. Pendant la campagne de l'élection présidentielle 2017, elle est l'une des porte-parole du candidat Jean-Luc Mélenchon, et porte-parole (« oratrice nationale ») de La France insoumise. Elle coordonne, avec l'agro-économiste Laurent Levard, la collection des « Livrets de La France insoumise », compléments programmatiques de L'Avenir en commun, dont elle coécrit l'un des numéros avec le philosophe Benoît Schneckenburger, intitulé Contre le racisme et les discriminations : Faire vivre l'égalité.
Danièle Obono est élue députée de la 17e circonscription de Paris lors des législatives de 2017, recueillant 50,71 % des voix, soit 319 voix d'avance, au second tour face à Béatrice Faillès, candidate de La République en marche.

### Élections de 2022
Durant la campagne des législatives françaises de 2022, elle est critiquée pour s'être affichée avec Danielle Simonnet en compagnie du député britannique Jeremy Corbyn, accusé de complaisance avec l'antisémitisme,.
Elle est réélue au premier tour au titre de la Nouvelle Union populaire écologique et sociale (NUPES) avec 16 161 voix, soit 57,07 % des suffrages exprimés.
À l'issue d'un vote lors de la séance du mardi 26 juillet 2022 à l'Assemblée nationale, elle est élue juge à la Cour de justice de la République. Elle prête officiellement serment le lendemain. Réélue en 2024, elle ne fait plus partie de la Cour de justice de la République dans la composition de celle-ci au 15 octobre 2024.

## Prises de position et activité parlementaire

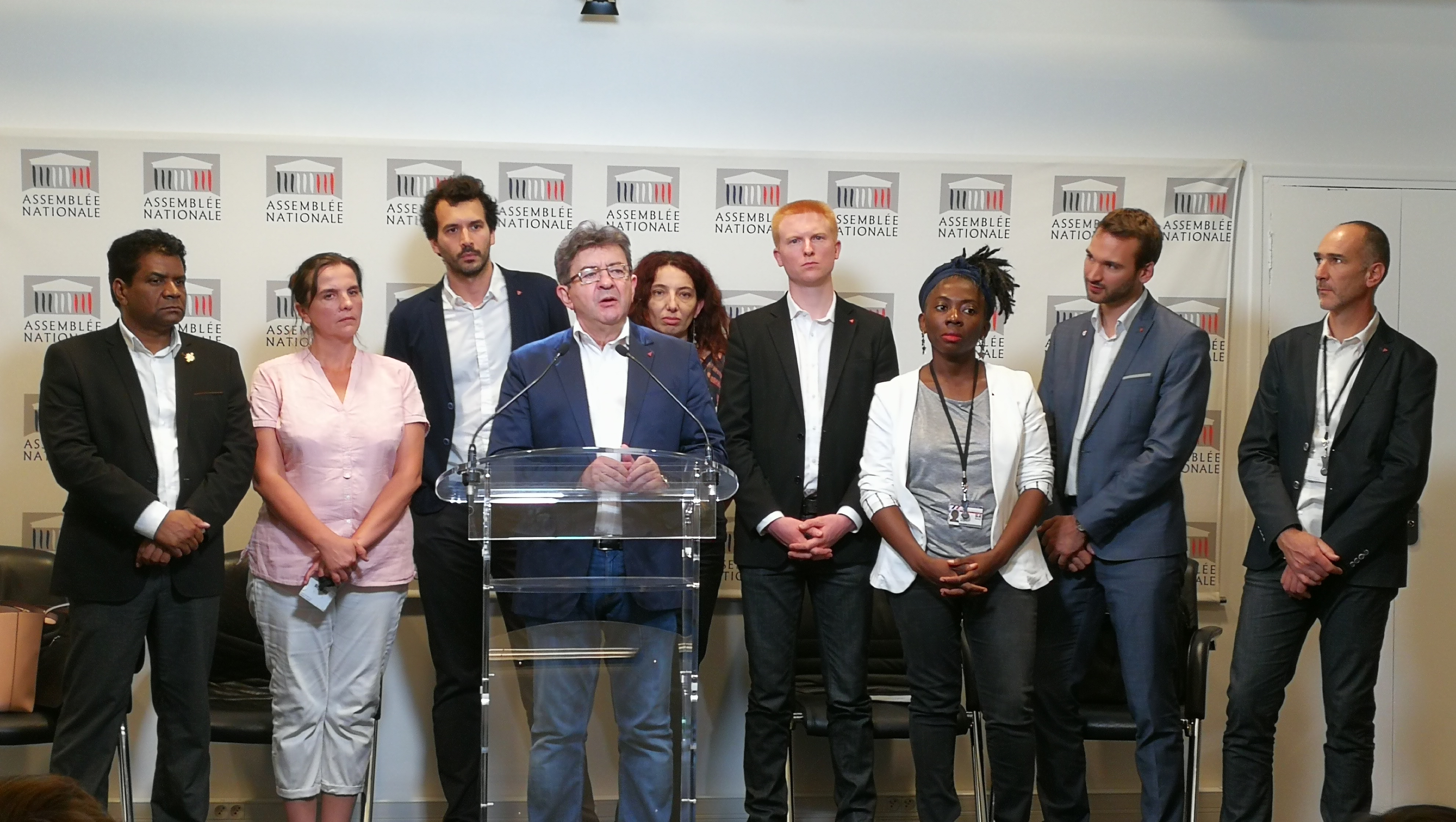
Danièle Obono avec d'autres députés du groupe France insoumise à l'Assemblée nationale, en juillet 2017.

Secrétaire de la commission des Affaires européennes de l'Assemblée nationale, Danièle Obono est classée après six mois de mandat comme la 6e députée la plus active par le magazine économique Capital.
Par ailleurs, peu après son élection, Danièle Obono se revendique altermondialiste, afroféministe, anti-impérialiste, antiraciste, antilibérale, anti-islamophobe et panafricaniste. Elle se définit également avec humour comme « bolcho-trotsko-marxiste » (« Je m'amuse à revendiquer ces « ismes » quand on nous dit qu'il n'existe plus d'idéologie. »), et ajoute que même si « le léninisme a été [s]a porte d'entrée […], les anarchistes sont des alliés ».

### Activité parlementaire
Secrétaire de la délégation aux outre-mer et vice-présidente du groupe d'étude sur les discriminations et LGBTQI-phobies dans le monde, elle préside le groupe d’amitié France-Bangladesh.
Opposée à la loi asile et immigration de 2018, elle la considère « inutile, contre-producti[ve] et dangereu[se] » faisant le « tri entre bons et mauvais migrants, entre les exilés à garder et exilés à chasser ». A contrario, le gouvernement et le ministre de l'Intérieur Gérard Collomb défendent ce projet de loi au nom du « renforcement de la lutte contre l’immigration irrégulière ».
Elle apporte, dans une question écrite au gouvernement en décembre 2018, son soutien à Biram Dah Abeid, « une figure anti-esclavagiste en Mauritanie ».
Membre de la commission des Lois, elle dépose, le 3 décembre 2019, une proposition de loi relative à « la stabilisation et la pérennisation des financements et des emplois au sein des associations », qui vise à définir la subvention comme « norme du contrat de financement » et à élargir les compétences du Haut Conseil à la vie associative face à la diminution du nombre de salariés dans le tissu associatif.
En septembre 2020, elle est cosignataire d'une proposition de loi du groupe parlementaire EDS visant à renforcer le droit à l’avortement.
Dans le cadre de la niche parlementaire de la France insoumise en 2021, Danièle Obono défend une proposition de garantie d’emploi, qui doit permettre à tout chômeur qui souhaite travailler d'avoir un emploi rémunéré au salaire de base du secteur public ou davantage. Selon la députée, ce dispositif doit permettre de faire le lien entre une « bifurcation écologique » et le « progrès social ». Cependant, cette proposition fait débat, et Fabien Roussel, secrétaire national du PCF, la considère comme une philosophie relevant de « l’époque soviétique ». L'économiste Henri Sterdyniak estime que la mesure « ne pourrait répondre aux besoins effectifs des ménages » avec des emplois « de qualité médiocre ».
En juin 2021 elle apporte son soutien aux habitants riverains des jardins d'Éole, qui organisent une manifestation chaque mercredi pour dénoncer la situation du quartier en raison de l'insécurité créée par la présence de toxicomanes consommant la drogue du crack. Toutefois, son soutien aux mobilisations est critiqué par la droite parisienne, qui l'accuse de récupération politique. Danièle Obono demande dans un communiqué « une stratégie globale et des moyens d’ampleur ».
Lors de la séance du 26 juillet 2022 à l'Assemblée nationale, elle est élue juge titulaire à la Cour de Justice de la République, prêtant serment le 27 juillet 2022, poste qu'elle occupe jusqu'au 15 octobre 2024.

## Polémiques

### Polémiques sur la liberté d'expression

#### Pétition desInrockuptiblespour des artistes
Le 21 juin 2017, Danièle Obono est invitée à l'émission Les Grandes Gueules, dans laquelle Alain Marschall lui reproche une pétition signée en 2012, lancée par le magazine culturel Les Inrockuptibles en faveur de la liberté d'expression d'artistes. La pétition dénonçait la mise en examen de Saïdou, chanteur du groupe Zone d'expression populaire (ZEP), et du sociologue Saïd Bouamama à la suite d'une plainte de l'association d'extrême droite, l'AGRIF, qui reprochait l'utilisation de l'expression « Nique la France » dans une chanson de 2010.
Danièle Obono explique alors la raison de sa signature cinq ans plus tôt : « défendre la liberté d'expression de ces artistes, oui, parce que ça fait partie des libertés fondamentales ».
Le politologue Laurent Bouvet et Valeurs actuelles la présentent comme proche d'une autre signataire, Houria Bouteldja, membre des indigènes de la République, ce qu'elle conteste. Après des commentaires de l'extrême droite sur sa réponse,, une pétition contre elle réunit 5 000 signatures dans ce que Les Inrockuptibles qualifie de « polémique aux relents racistes ». Le député LFI Éric Coquerel s'étonne que la question lui ait été posée spécifiquement à elle, en raison de sa couleur de peau, et non aux autres personnes ayant signé cette pétition cinq ans plus tôt, comme Clémentine Autain, Noël Mamère et Eva Joly mais aussi les artistes Rachid Taha, Zebda et Siné, les syndicalistes Élie Domota et Xavier Mathieu ou la journaliste Rokhaya Diallo. Le 11 décembre 2018, la Cour de cassation déboute définitivement l'AGRIF de toutes ses demandes contre la chanson.

#### Attaque de Manuel Valls
En octobre 2017, une polémique sur la liberté d'expression oppose Obono à Manuel Valls, confronté au recours de Farida Amrani, candidate LFI battue de très peu aux législatives dans la circonscription comprenant Évry, ville où Dieudonné avait obtenu 3,84 % au premier tour de la législative de 2017.
Sur Europe 1, Valls prête les propos suivants à Obono : « le texte qu'elle a écrit après les attentats de janvier 2015 (...) quand elle dit qu'elle a plutôt pleuré pour Dieudonné et pas pour les victimes de Charlie ». Le journaliste Patrick Cohen lui fait alors remarquer que ce texte pleure plutôt, selon lui, sur la censure qui a frappé Dieudonné fin 2013 que sur Dieudonné lui-même.
Le 5 novembre, Danièle Obono répond à cette polémique sur Radio J. Elle critique Dieudonné car il est « raciste et antisémite ». Sa déclaration est reprise par l'AFP, en rappelant d'emblée qu'elle avait été « accusée de dérive islamo-gauchiste par Manuel Valls » et en observant qu'elle renvoie « aux nombreux communiqués de la Ligue des droits de l'Homme » pour qui l'interdiction des spectacles de Dieudonné constitue « un grave recul de l’État de droit, qui permet à cette personne de se présenter comme une victime ».

#### Accusations de proximité avec les Indigènes de la République
En 2017, Danièle Obono dément des accusations de Valeurs actuelles, qui l'accuse d'être « plutôt du genre indigène », après une pétition, qu'elle n'a pourtant pas signée, défendant le PIR où elle n'a jamais milité, dirigé par Houria Bouteldja. En 2020, elle accuse ceux qui la qualifient d'« indigéniste » d'utiliser un « épouvantail, un anathème, médiocre politiquement et intellectuellement ». La députée de Paris déclare ainsi auprès du Monde « Si j’étais sur les théories indigénistes, je le dirais, je le défendrais ».
Le 5 novembre 2017, dans une émission de Radio J, Danièle Obono estime que la photo de Houria Bouteldja à côté d'une pancarte « Les sionistes au goulag » n'est « pas acceptable » et « de très mauvais goût ». Elle répond « Je ne sais pas » à la question de savoir si Bouteldja présentant les juifs comme « les boucliers, les tirailleurs de la politique impérialiste française et de sa politique islamophobe » relève du racisme ou de l'anti-racisme. Rappelant ne pas être « d'accord avec tout ce qu’elle dit », Danièle Obono ajoute qu'il s'agit d'« une militante antiraciste [...], une camarade, parce qu'elle fait partie de ce mouvement-là », par opposition à Dieudonné, qu'elle vient de qualifier d'« ennemi », « raciste et antisémite ».
Djordje Kuzmanovic, alors porte-parole de LFI, rejette immédiatement ce terme de « camarade ». En réponse à la Licra lui demandant de « clarifier » ce qu'a dit Danièle Obono, Jean-Luc Mélenchon rappelle sa « totale opposition politique avec le PIR (...) depuis son origine », les déclarations d'Houria Bouteldja constituant selon lui de « l'antisémitisme avéré ». Entre-temps, un communiqué de Danièle Obono a rappelé son « profond désaccord » avec les thèses du PIR, après les « désaccords très durs » déjà évoqués en juillet, quand elle souhaitait des initiatives distinctes, précisant : « On peut refuser d’aller à une manif’ où marche le PIR mais quelle autre mobilisation organise-t-on ? ».

### Commentaire sur des ateliers en «non-mixité»
En novembre 2017, SUD éducation 93 organise un stage de formation syndicale en Seine-Saint-Denis qui comporte deux « ateliers en non-mixité », c'est-à-dire « réservés aux personnes racisées », largement commentés par l'extrême droite sur Internet, puis la classe politique et la presse,. Le 21 novembre, Jean-Michel Blanquer, ministre de l'Éducation nationale, condamne l'organisation de tels ateliers et l'utilisation des termes « non racisés » et « racisés », qui « au nom soi-disant de l'anti-racisme […] véhiculent évidemment un racisme ».
Interrogée par Sud Radio trois jours après le ministre, Danièle Obono cite le cas des mouvements LGBT et féministes, intervenant sur les problèmes de sexualité, pour estimer qu'un stage en non-mixité est un outil pour « libérer la parole plus facilement » et n'est pas dangereux lorsqu'il « répond, à un moment donné, à des besoins d'une catégorie. […] Les personnes qui sont victimes de violence, sur un certain nombre de questions, vont avoir besoin de dire qu'il va falloir qu'on puisse discuter en se sentant en confiance. Du coup, il faut le faire avec des personnes avec lesquelles on s'identifie, comme partageant le même type de problèmes ».
Des élus de La France insoumise expriment alors une opinion différente : Adrien Quatennens estime que « si on veut traiter la question du racisme, ce n'est pas en triant les gens à l'entrée d'une réunion syndicale », et Alexis Corbière déclare : « par définition, une réunion syndicale, je souhaite qu’elle soit ouverte à tous les syndiqués et je ne souhaite pas que l’on mette en place un système où en quelque sorte, je vais le dire un peu simplement, en fonction de la couleur de la peau, on peut se réunir ou pas ».

### Manifestations après l'attentat contreCharlie Hebdo
Le 2 septembre 2020, au premier jour du procès de l'attentat contre Charlie Hebdo et de la prise d'otages du magasin Hyper Cacher, Danièle Obono est interrogée par BFM sur une note de son blog de 2015, dans laquelle elle expliquait son refus de participer à la manifestation massive du 11 janvier. Ce texte titré « Pleurer. Organiser », débutait par une phrase dénonçant une « marche silencieuse derrière les bouchers de la planète », en référence à la polémique sur la présence de chefs d'État de dictatures en tête du défilé. Elle y écrivait plus bas ne pas avoir « pleuré Charlie » mais avoir pleuré « en pensant aux 12 personnes mortes » et aux « centaines d’autres qui ne seront pas pleurées », mais aussi pour « toutes les fois où des camarades ont défendu, mordicus, les caricatures » selon elle « racistes » de Charlie Hebdo.
Danièle Obono affirme alors : « j'ai été dévastée par ce crime atroce ». Selon Marianne, elle aurait alors saisi « l'occasion d'adoucir son propos », par des réponses qui « ne coïncident pas totalement avec ce qu'elle écrivait à l'époque », quand « le gros des larmes de Danièle Obono n'allait pas alors seulement aux victimes ». Danièle Obono réaffirme au contraire lors de son entretien avec Jean-Jacques Bourdin défendre exactement le même point de vue qu'en 2015, réfutant les critiques. Interviewé par Léa Salamé sur France Inter, Richard Malka, avocat du journal, reproche à Danièle Obono de ne pas avoir eu « une seule larme devant les morts » fait démenti par la radio dans la journée.
Elle ajoute, le 22 septembre 2020, dans une interview à Counterfire, que la gauche, « dans des nombreux cas, [...] a participé aux attaques [contre les musulmans] ajoutant l'insulte aux blessures, comme l'illustre la décennie de caricatures islamophobes de Charlie Hebdo ».

### Conflit israélo-palestinien
Le 7 octobre 2023, après l’attaque du Hamas contre Israël qui fait plusieurs milliers de morts et blessés israéliens, elle suscite plusieurs critiques en rédigeant la première version du communiqué de La France insoumise ; malgré une condamnation des violences faites aux civils, ce texte met vivement en cause la politique israélienne de colonisation que le parti accuse d'être responsable de la situation actuelle. Ce communiqué est également critiqué pour avoir décrit une « offensive armée des forces palestiniennes », une expression qui, selon certains, présenterait les milices du Hamas comme une « armée régulière », sans qualifier ces dernières de « terroristes »,,.
Le 17 octobre 2023, « poussée à plusieurs reprises par le journaliste » Jean-Jacques Bourdin à dire si le Hamas est « un mouvement de résistance », Danièle Obono finit par répondre : « oui ». « C’est un mouvement de résistance qui se définit comme tel », a-t-elle complété, sans confirmer le caractère terroriste de l'organisation,. Elle dénonce la synthèse de son propos dans un tweet de Sud-Radio comme des « manipulations », affirmant qu'ils ne sont « ni une excuse ni un soutien ni une caution pour ses crimes de guerre abjects contre les civils israéliens », mais sans convaincre, même à gauche, la cheffe des écologistes, Marine Tondelier déclarant « ça suffit! ». Elle est même "désavouée par la direction" de LFI le jour même après avoir "déclenché un tollé jusque dans ses rangs". Le ministre de l'Intérieur Gérald Darmanin annonce le jour-même saisir le procureur de la République pour apologie du terrorisme. Le 30 janvier 2025, LFI annonce le classement sans suite de la plainte.

## Cible d'attaques racistes

### Fiction la représentant en esclave dansValeurs actuelles
En août 2020, l'hebdomadaire d'extrême droite Valeurs actuelles la représente en esclave dans une fiction de sept pages, intitulée « Obono l'Africaine ». Les illustrations sont dénoncées par un large frange de la classe politique de la France insoumise à Emmanuel Macron,.
Le directeur adjoint de Valeurs actuelles, Tugdual Denis, présente ses excuses « à titre personnel », assurant que son journal n'est « pas raciste ». La rédaction précise, dans un communiqué : « Il s'agit d'une fiction mettant en scène les horreurs de l'esclavage organisé par des Africains au XVIIIe siècle […] terrible vérité que les indigénistes ne veulent pas voir. »
Toutefois, Danièle Obono récuse toute proximité avec les idées des indigénistes. Au-delà des illustrations, unanimement jugées dégradantes, Loris Guémart d'Arrêt sur images et Louis Nadau de Marianne soulignent le caractère violemment raciste et sexiste du texte en lui-même, et son acharnement, tant sur les Africains que sur Danièle Obono elle-même,. Pour Antoine Perraud de Mediapart, le texte « raciste, hétérophobe et négrophobe » illustre la définition qu'Albert Memmi donnait du racisme : « La valorisation, généralisée et définitive, de différences, réelles et imaginaires, au profit de l’accusateur et au détriment de sa victime, afin de justifier ses privilèges ou son agression. »
Danièle Obono dénonce de son côté un racisme provenant d'une « extrême droite [...] égale à elle-même » qui serait « l'aboutissement d'un acharnement médiatique ». Le procureur de Paris ouvre une enquête préliminaire pour « injures à caractère raciste » et Danièle Obono porte plainte considérant « qu’à travers moi c’est les millions de citoyens et de citoyennes que je représente qui ont été attaqués, insultés » et que « cela concentre tous les fantasmes de l’extrême droite sur le grand remplacement ».
Valeurs actuelles est condamné pour « injures à caractère raciste » en première instance et en appel. Le directeur de publication, Erik Monjalous et le rédacteur de l’article, Laurent Jullien sont condamnés à verser une amende de 1 000 euros avec sursis. Ils doivent également verser 5 000 euros de dommages et intérêts à Danièle Obono. Le directeur de la rédaction Geoffroy Lejeune est quant à lui relaxé en appel.

### Réaction et accusations d'Éric Zemmour sur CNews
Sur la chaîne de télévision CNews, le polémiste Éric Zemmour présente le dessin comme une caricature, selon lui légitimée par le fait qu'on « a le droit de se moquer de tout le monde en France ». Dans la même émission, Éric Zemmour accuse la députée de soutenir le terrorisme, déclarant, entre autres, qu'il faut la combattre car il l'a « vu dire tout son amour pour Mohammed Merah », une affirmation immédiatement démentie par Danièle Obono, qui demande un droit de réponse à la chaîne. Après recherche, les services de vérification des faits de la radio France Inter et des quotidiens Libération et La Dépêche indiquent n'avoir « trouvé aucune trace d’une telle phrase, ou phrase approchante, dans la bouche de la députée LFI ».
CNews refuse néanmoins de diffuser le droit de réponse rédigé par la députée, qui attaque alors la chaîne en justice et obtient gain de cause : son droit de réponse est lu à l'antenne par Christine Kelly le 22 mars, presque sept mois après les faits ; il commence par ces mots : « Votre chroniqueur Éric Zemmour a porté atteinte à mon honneur, et à ma réputation de femme noire, députée, qui mène la tête haute un combat pour l’égalité contre le racisme. »

## Synthèse des résultats électoraux

### Élections législatives
| Année | Parti  | Parti | Circonscription | Premier tour | Premier tour | Premier tour | Second tour | Second tour | Second tour | Issue |
| Année | Parti  | Parti | Circonscription | Voix         | %            | Rang         | Voix        | %           | Rang        | Issue |
| ----- | ------ | ----- | --------------- | ------------ | ------------ | ------------ | ----------- | ----------- | ----------- | ----- |
| 2017  |        | LFI   | 17e de Paris    | 4 481        | 17,00        | 2e           | 11 360      | 50,71       | 1re         | Élue  |
| 2022  | 16 161 | LFI   | 17e de Paris    | 57,07        | 1re          |              |             |             | Élue        |       |
| 2024  | 26 238 | LFI   | 17e de Paris    | 64,23        | 1re          |              |             |             | Élue        |       |

### Élections municipales
Les résultats ci-dessous concernent uniquement les élections où elle est tête de liste.
| Année | Parti | Parti | Circonscription            | Premier tour | Premier tour | Premier tour | Sièges obtenus | Sièges obtenus |
| Année | Parti | Parti | Circonscription            | Voix         | %            | Rang         | CA             | CP             |
| ----- | ----- | ----- | -------------------------- | ------------ | ------------ | ------------ | -------------- | -------------- |
| 2014  |       | E!-PG | 2e arrondissement de Paris | 192          | 2,80         | 6e           | 0 / 10         | 0 / 2          |

## Publications

### Ouvrages collectifs
- Chiara Bonfiglioli et Sébastien Budgen (dir.), La planète altermondialiste, texte de Danièle Obono : Aminata Dramane Traoré, figure de proue de l'altermondialisme africain, Paris, Textuel, 2006 (ISBN 978-2-84597-185-1).
- co-écrit avec Caroline Fiat, Insoumises à l'Assemblée, Paris, Éditions La Dispute, coll. « Entretiens », 4 octobre 2018, 123 p. (ISBN 978-2-84303-295-0).

### Avant-propos
- Léon Trotski, Question juive/Question noire, Paris, Syllepse, 2011, 142 p. (ISBN 978-2-84950-294-5, lire en ligne)Avant-propos avec Patrick Silberstein : « Salade russe et melting-pot états-unien en forme de composition française »